# Gonodontis zapluta
Gonodontis zapluta là một loài bướm đêm trong họ Geometridae.